# Betty Allen
Betty Allen (Campbell, 17 de marzo de 1927-Valhalla, 22 de junio de 2009) fue una mezzosoprano lírica estadounidense, una de las pioneras afroamericanas, favorita de directores como Eugene Ormandy, Erich Leinsdorf, Leonard Bernstein y Rafael Kubelik. Colaboró con compositores como  Leonard Bernstein, Aaron Copland, David Diamond, Ned Rorem, y Virgil Thomson.

## Biografía
En 1951 ganó el Premio Marian Anderson y obtuvo un triunfo cuando Leonard Bernstein la eligió como solista para su Sinfonía Jeremiah en el Festival de Tanglewood.
En 1952, el compositor Virgil Thomson la escogió para la reposición de su ópera Four Saints in Three Acts, sobre textos de Gertrude Stein.
Debutó en la New York City Opera en 1954 como Queenie en Show Boat, permaneció como estable de la compañía hasta 1975.
Entre 1960-75 fue invitada en la Orquesta Filarmónica de Nueva York y una de las favoritas de Leonard Bernstein. En 1973 debutó en el Metropolitan Opera.
Cantó en el Teatro Colón de Buenos Aires (1964, Edipo rey), la Ópera de San Francisco, Ópera de Santa Fe, el Palacio de Bellas Artes de México, Carnegie Hall, la Ópera de Washington, la Ópera de Houston y otros teatros líricos.
Enseñó en la Manhattan School of Music y fue directora durante trece años de la Harlem School of the Arts.
En septiembre de 1989 fue la primera estadounidense en dar una clase magistral en el Conservatorio de San Petersburgo en Rusia.
Estaba casada con Edward Lee.